# Dasyatis ushiei
Espèce
Statut de conservation UICN

 DD  : Données insuffisantes
Dasyatis ushiei est une espèce de raie.